# Desmodus
Desmodus è un genere di pipistrelli microchiropteri che, insieme ai generi Diaemus e Diphylla, fanno parte della sottofamiglia Desmodontinae, comunemente chiamati pipistrelli vampiri, della famiglia Phyllostomidae, i pipistrelli dal naso a foglia del Nuovo Mondo.
Il genere fu eretto nel 1826 per ospitare una nuova specie, Desmodus rufus, descritta da Maximilian Wied nel secondo volume del suo manoscritto che descrive in dettaglio le sue esplorazioni in Brasile. La specie tipo era stata precedentemente descritta con il nome Phyllostoma rotundus da Étienne Geoffroy, nel 1810.
- Sottofamiglia Desmodontinae

- Genere Desmodus

- † Desmodus archaeodaptes
- † Desmodus draculae – Vampiro gigante
- Desmodus rotundus – Vampiro comune o Vampiro vero di Azara

- † Desmodus rotundus puntajudensis (Desmodus puntajudensis) - Vampiro di Cuba

- † Desmodus stocki – Vampiro di Stock